# Dotemu
Dotemu (originalmente DotEmu) é uma desenvolvedora e publicadora de jogos eletrônicos francesa sediada no 9º arrondissement de Paris, fundada em 2007 por Xavier Liard e Romain Tisserand, desde de 2021 a empresa pertence a Focus Entertainment atuando na criação de novos jogos.

## História
A Dotemu foi fundada por Xavier Liard e Romain Tisserand em 2007. Os escritórios da empresa estão localizados em Paris, próximos ao Folies Bergère.
Em abril de 2010, a Dotemu lançou um serviço de distribuição digital que venderia jogos sem gestão de direitos digitais, similar à Good Old Games. Em março de 2017, a Dotemu anunciou que sua loja digital seria fechada em 1 de junho daquele ano. A empresa citou uma competição forte demais de mercado e seu foco mudando para desenvolvimento de jogos ao invés de sua distribuição.
Em outubro de 2014, Cyrille Imbert foi nomeado o novo diretor executivo da empresa. Em setembro de 2015, Liard e Tisserand venderam sua empresa para um investidor privado anônimo. Mais tarde naquele mês, eles fundaram uma nova publicadora de jogos eletrônicos, a Playdigious. Em março de 2018, a Dotemu anunciou a criação do The Arcade Crew, uma marca de publicação que apoiaria pequenas equipes de desenvolvimento.

## Jogos
| Ano  | Título                                                    |
| ---- | --------------------------------------------------------- |
| 2008 | Nicky Boom                                                |
| 2008 | Krypton Egg                                               |
| 2009 | Ishar + Ishar 2                                           |
| 2009 | Street Fighter II: Champion Edition                       |
| 2009 | Ishar Compilation                                         |
| 2009 | Golvellius                                                |
| 2009 | Nicky 2                                                   |
| 2010 | Gobliiins Pack                                            |
| 2010 | Dráscula: The Vampire Strikes Back                        |
| 2010 | Raptor: Call of the Shadows                               |
| 2010 | R-Type                                                    |
| 2010 | Broken Sword: Shadow of the Templars – The Director's Cut |
| 2010 | Gobliiins                                                 |
| 2010 | Avenging Spirit                                           |
| 2011 | Red Baron Pack                                            |
| 2011 | The Last Express: Collector's Edition                     |
| 2011 | Earth Defense Force                                       |
| 2011 | 64th Street: A Detective Story                            |
| 2011 | X-Men                                                     |
| 2011 | P47 Thunderbolt                                           |
| 2011 | Irem Arcade Hits                                          |
| 2011 | Rod Land                                                  |
| 2011 | Another World – 20th Anniversary Edition                  |
| 2012 | Metal Slug 3                                              |
| 2012 | Final Fantasy VII                                         |
| 2012 | The Last Express                                          |
| 2012 | Rayman Jungle Run                                         |
| 2012 | Raiden Legacy                                             |
| 2012 | Metal Slug                                                |
| 2013 | Metal Slug 2                                              |
| 2013 | Metal Slug X                                              |
| 2013 | The Last Express: Gold Edition                            |
| 2013 | Double Dragon Trilogy                                     |
| 2014 | R-Type II                                                 |
| 2014 | Little Big Adventure                                      |
| 2014 | Final Fantasy III                                         |
| 2014 | Final Fantasy IV                                          |
| 2014 | Sanitarium                                                |
| 2015 | Heroes of Might & Magic III: HD Edition                   |
| 2015 | Ys Chronicles 1                                           |
| 2015 | Battle Fantasia: Revised Edition                          |
| 2015 | Final Fantasy IV: The After Years                         |
| 2015 | Final Fantasy V                                           |
| 2015 | Final Fantasy VI                                          |
| 2015 | Little Big Adventure: Enhanced Edition                    |
| 2015 | Little Big Adventure Bundle                               |
| 2016 | The King of Fighters 2000                                 |
| 2016 | Shock Troopers                                            |
| 2016 | The Last Blade                                            |
| 2016 | Pulstar                                                   |
| 2016 | Fatal Fury Special                                        |
| 2016 | Samurai Shodown V Special                                 |
| 2016 | Ironclad                                                  |
| 2016 | Twinkle Star Sprites                                      |
| 2016 | Garou: Mark of the Wolves                                 |
| 2016 | Blazing Star                                              |
| 2016 | Baseball Stars 2                                          |
| 2016 | Art of Fighting 2                                         |
| 2016 | Sengoku 3                                                 |
| 2016 | Real Bout Fatal Fury 2: The Newcomers                     |
| 2016 | I Have No Mouth, and I Must Scream                        |
| 2016 | Ys Chronicles II                                          |
| 2016 | Pang Adventures                                           |
| 2016 | Neo Turf Masters                                          |
| 2016 | Shock Troopers: 2nd Squad                                 |
| 2017 | Ys Origin                                                 |
| 2017 | Wonder Boy: The Dragon's Trap                             |
| 2017 | King of the Monsters                                      |
| 2017 | The King of Fighters 2002                                 |
| 2017 | Samurai Shodown II                                        |
| 2017 | Windjammers                                               |
| 2019 | Final Fantasy VIII Remastered                             |
| 2020 | Streets of Rage 4                                         |
| 2021 | Windjammers 2                                             |
| 2021 | Pharaoh: A New Era                                        |
| 2021 | Ghoul Patrol                                              |
| 2021 | Zombies Ate My Neighbors                                  |
| 2021 | Teenage Mutant Ninja Turtles: Shredder's Revenge          |
| 2021 | Metal Slug Tactics                                        |